# Annibale Sommariva
Il marchese Annibale Sommariva, noto in tedesco col nome di Hannibal Sommariva (Lodi, 10 marzo 1755 – Vienna, 10 giugno 1829), è stato un militare austriaco.
Raggiunse il grado di Feldmaresciallo a seguito della vittoria della campagna militare che portò alla caduta del Regno napoleonico d'Italia. Nel 1814 venne nominato governatore militare di Milano.

## Biografia
Proveniente da una famiglia della nobiltà lodigiana, Annibale Sommariva studiò al Collegio dei Nobili di Milano ed iniziò la propria carriera militare nel 1771 quando entrò a far parte di un reggimento di ulani. Prese parte quindi alla campagna militare contro la Prussia nel 1778 ed alla guerra austro-turca (1788-1791). Ebbe modo di distinguersi nelle guerre della prima coalizione antinapoleonica e nel 1796 venne promosso al grado di colonnello ed ottenne il comando dell'8º reggimento ulani. Nel 1799 venne insignito per il valore dimostrato della croce di cavaliere dell'Ordine militare di Maria Teresa e promosso al grado di maggiore generale.
Nel 1800 divenne Governatore Generale delle Province Toscane. Nel 1801 e nuovamente nel 1805 combatté in Italia e nel 1807 divenne feldmaresciallo luogotenente e comandante militare a Opava. Nel 1809 comandò una divisione e prese parte alla battaglia di Eckmühl. Negli anni successivi venne trasferito dapprima in Moravia e poi in Ungheria. Nel 1814 guidò militarmente la riconquista dei territori austriaci nel milanese ed agì nel ruolo di commissario imperiale assieme a Giulio Strassoldo di Sotto ed al generale Heinrich Johann Bellegarde. Nel 1817 venne nominato generale di cavalleria e dal 1820 feldmaresciallo a Vienna. Nel 1825, venne nominato comandante della guardia della Hofburg, il palazzo imperiale di Vienna. Dal 1806 era inoltre divenuto proprietario del 5º reggimento corazzieri. Nel 1816 venne insignito della I classe dell'Ordine della Corona ferrea e nominato Consigliere Privato dall'imperatore Francesco I d'Austria.
Morì a Vienna nel 1829 e venne sepolto nel cimitero centrale della medesima città.